# Air Gear
Air Gear (エア·ギア Ea Gia?) es un manga japonés escrito e ilustrado por Ito Ōgure. Air Gear gira en torno a la vida de Itsuki Minami "Ikki" también conocido como "Cuervo" o "Baby Face". La historia trata sobre competencias en patines motorizados llamados Air Treks (AT), es decir, unos patines modificados en línea. El motor de dichos AT está basado en una distribución de peso, dependiendo de como se apoye en el suelo se avanza. Las secciones iniciales de la trama llevan a cabo la introducción de los personajes que finalmente se unen a Ikki. A medida que avanza la historia, se centra en su papel de Storm Riders y su búsqueda para estar en la parte superior de la Torre Trophaeum peleando y derrotando a los demás patinadores. El pináculo que todos los Storm Riders esperan alcanzar. Air Gear ganó el Kodansha Manga Award de 2006 en la categoría shōnen. La serie concluyó el 28 de mayo de 2012 con el capítulo 357 y 37 tomos recopilatios, pero se continuó con un nuevo capítulo. Al final del capítulo 358, el autor del manga dijo a los lectores que esperen más de Air Gear. La serie está editada en España por Norma Editorial.

## Argumento
La historia sigue a Ikki, apodado "Baby face", un adolescente que, tras perder a sus padres fue dejado a cargo de la familia Noyamano, cuatro hermanas que tampoco tienen padres (de mayor a menor: Rika, Mikan, Ringo y Shiraume). Se hace llamar Baby Face, el más fuerte de la zona este". Durante una pelea entre bandas por ver quien lidera el territorio, un chico de la banda que Ikki acaba de derrotar, amenaza a los Guns del este (la banda que lidera Ikki) diciendo que los Skull Saders se vengarán por ellos. Así, Ikki es atacado por los Skull Saders, que le propinan una brutal paliza. Esa noche, alguien despierta a Ikki mientras duerme. Se trata de Mikan, Ringo y Shiraume, que ataviadas con llamativas ropas y enfundadas en unos Air Treck, invitan a Ikki a conocer el mundo de la noche. Ikki despierta pensando que todo ha sido un sueño, pero para su sorpresa a los pies de su cama se encuentra con unos AT. Ahora se acaba de sumergir en un nuevo mundo que irá descubriendo poco a poco.

## Aspectos de la serie

### Organización
Los que usan AT, llamados Storm Riders, son clasificados por rangos. Hay 6 clases: Clase-F (para principiantes), Clase-E, Clase-D, Clase-C, Clase-B, y Clase-A. Luego esta la clase de Élite, conocida como clase S.
La organización básica de los Storm Riders son las bandas de corredores. Estas deben estar formadas por al menos cinco personas. Cada banda posee un emblema y un territorio que defender. Estos pueden ser perdidos si se apuestan en la Guerra de Piezas, si lo que se pierde es el emblema, el grupo se disuelve.

### Guerra de Partes
Estas son las peleas que pueden hacer los Storm Riders para conseguir piezas de AT o territorios. Los equipos que se enfrentan no tienen por qué tener la misma clase. Hay algunos grupos que apuestan sus emblemas, si eso ocurre y pierden, el grupo se disuelve. También se puede apostar el territorio. Hay seis niveles:
- Clase-F - "Carrera" - Una carrera contra sus oponentes.
- Clase-E - "Obstáculos" - Deben de saltar los obstáculos que se les ponga hasta llegar a la meta.
- Clase-D - "Cubo" - Peleas de uno contra uno en distintas áreas
- Clase-C - "Aire" - Intentar echar al oponente mientras se salta por un poste.
- Clase-B - "Disco" - Pasarse un disco entre los compañeros sin que te lo quiten hasta llegar a la meta.
- Clase-A - "Globo" - El equipo pelea para coger un globo donde están los emblemas.

Los mejores Storm Riders son nombrados "Reyes", cada uno posee su propia "regalía", una pieza única, diseñada especialmente para él, que le otorga un gran poder basado en su "sendero".

### Senderos y reyes
Según la explicación dada dentro de los apartes del manga, estos son los senderos más "prominentes" de todo el universo de la serie; es decir, los que más fuerza tienen dentro de todos los caminos o senderos existentes en la serie y en el manga, aunque de acuerdo a ello pueden existir infinitos senderos, y cada personaje valiéndose de su habilidad y técnicas con los Air Trecks puede crear un sendero y llegar a ser el rey del mismo.
Un ejemplo más claro es Onigiri (compañero de Ikki) que es el creador del sendero del olor (este se deriva del objeto sexual con el que ve a sus rivales, en especial si son mujeres, o cuando alguna fémina está en peligro inminente) y también Buccha (antiguo líder de los yaou), que ha empezado a crear el sendero de la montaña proveniente del alto estado de concentración que deviene de su meditación y sus nuevas técnicas. De los 28 Gravity Children solo 8 regalías son principales (flama, viento, espinas, gema, estruendo, colmillo, promesa (sonido), trueno), pues las otras 20 fueron destruidas por la codicia de Sora Takeuchi en su búsqueda de la regalía del cielo y otras 5 fueron usadas por Kurumu para crear la regalía de la tormenta, actualmente solo sobreviven las regalías originales del viento, espinas y la promesa, pero se agregó la nueva regalía de la tormenta.
Sendero de las Alas
Su rey es el Rey del Viento: Actualmente el puesto de Rey del Viento es ocupado por Sora Takeuchi. Fusionó la Regalía del Cielo con sus prótesis, se desconoce su nivel poder real, aunque ha demostrado ser un guerrero temible junto con su gemelo Nike Takeuchi.
Sendero de Apolo
Su rey es el Rey de las Llamas; su antiguo rey era Spitfire, quien está fallecido, actualmente su heredero es Kazu (Stealth) ascendió finalmente al trono durante su lucha a muerte con Nike Takeuchi. La Regalía de las Llamas ya no existe pues Kazu la entregó para que sirviera como materia prima para la Regalía de la Tormenta.
Sendero Sangriento
Su rey es el Rey del colmillo; Akito/Agito es el actual Rey del Colmillo, sus antiguos reyes fueron Falco. La Regalía del colmillo ya no existe pues Akito/Agito la entregó para que sirviera como materia prima para la Regalía de la Tormenta
Sendero de Sonia
Su reina es la Reina de las espinas; Su antigua reina la desaparecida Gazelle quien en un intento para ocultar la regalía de los hermanos Takeuchi se suicida, Rika Noyamano tenía una copia de la regalía ya que la verdadera lo tiene el Dr. Minami, quien más tarde le da la verdadera regalía a Rika. habiendo dos reinas una es Rika Noyamano quien tiene la original (Rika esta junto al bando de génesis le han lavado el cerebro) y la segunda es Ringo Nayomano quien tiene la subregalia del látigo de espinas .
Sendero de la Devastación
Su rey es el Rey del Estruendo; Su antiguo rey fue Yoshitsune, este murió defendiendo a Kansai dejando su regalía a Ikki, que la utilizó para formar la Regalía de la Tormenta. El anterior rey era Dontres. Esta regalía ya no existe, fue usada por Kururu como base para crear la Regalía de la Tormenta
Sendero Ascendente
Su rey es el Rey del Relámpago o trueno; Su actual soberano es Nue, líder del equipo Cuervo Negro, colaborador de Nike. Su rey anterior era Black Burn. Originalmente Nue no poseía la regalía original hasta que el Dr. Minami se la entregó después de "repararla" tras la destrucción del Sleeping original.  La Regalía del Relámpago ya no existe pues Nue la entregó para que sirviera como materia prima para la Regalía de la Tormenta. 
Sendero del Anillo
Su reina es la Reina de la Promesa; Inne Makigami ocupó este título en el pasado, siendo Kururu Sumeragi, líder del equipo Tool Toul To la actual soberana. 
Sendero de Jade
Su rey es el Rey de la Gema; anteriormente era Kilik, el hermano gemelo de Simca, y miembro fundador de Sleeeping Forest, tras el robo de la regalía a manos de Nike Takeuchi este es él se convierte en el rey de la gema y uno de los miembros más poderosos de Génesis, pero tras la muerte de Nike durante el colapso del portaaviones, Kilik vuelve a ser el Rey de la Gema, pero la Regalía de la Gema ya no existe pues Simca la entregó para que sirviera como materia prima para la Regalía de la Tormenta.

#### Nuevos senderos
Sendero de Burbujas
Su reina es la Reina del Agua; Om de la formación actual de Sleeping Forest es la Reina de Agua. Es usuaria de la Subregalía de las burbujas.
Sendero de la Carne
Su rey es el Rey de los huesos; Gabishi, del actual Sleeping Forest ocupa el puesto. Es usuario de la Subregalía de la calavera.
Sendero del Huracán
Su rey es el Rey de la Tormenta; Este sendero surge en oposición al sendero de las Alas. Itsuki Minami (Ikki) es el Rey de la Tormenta, aunque no existía anteriormente; se ha mostrado como uno de los senderos más poderosos, y con suficiente potencial para destruir a Génesis y sus creadores. Su Regalía está formada con partes de las regalías del Estruendo, Relámpago, Fuego, Colmillo y la Gema, al poseer 5 de los 8 núcleos y ser creada con la ayuda de la regalía de la Promesa, esta regalía está al mismo nivel que la regalía del cielo ya que también posee la información de los demás senderos.

## Personajes
Itsuki "Ikki" Minami
Voz por: Kenta Kamakari, Nobuhiko Okamoto (OVA), Miguel Pardo (español)
Es el líder de Kogarasumaru se creía que él era el que merecía poseer la regalía del viento pero después de que la regalía fuera robada por Takeuchi Sora se le da el nombre de "Rey de la tormenta." fue criado por Noyamano Rika.
Ringo Noyamano
Voz por: Mariya Ise, Haruka Tomatsu (OVA)
Líder de sleeping forest amiga de la infancia de ikki y enamorada de el durante toda su vida le llaman crazy apple de sleeping forest
Akito/Agito/Lind Wanijima
Voz por: Kokoro Kikuchi, Ryoko Shiraishi (OVA)
Rey del colmillo del Sendero sangriento. Tiene doble personalidad. El mecánico de Agito es el mismo Akito, pues es quien se puede sincronizar en un cien por ciento aunque en la batalla virtual contra Sleeping Forest Yayoi tuvo que hacerse pasar por su mecánica ya que él estaba demasiado herido como para hacer algo.
Yayoi Nakayama
Voz por: Reiko Yoshimoto, Saori Hayami (OVA)
Junto a Emiri, es una de las mejores amigas de Ringo. Fue la mecánica de Agito durante la batalla virtual contra el antiguo Sleeping Forest.
Emiri Adachi
Voz por: Shouko Ishii, Yū Kobayashi (OVA)
Es la mejor amiga de Yayoi y Ringo. Comenzó a usar los Air Trecks cuando Kogarasumaru se apuntó al torneo, no es rápida pero posee de gran fuerza. Está enamorada de Kazu.
Kazuma "Kazu" Mikura
Voz por: Kenn, Miyu Irino (OVA)
Es uno de los primeros integrantes del equipo Kogarasumaru. También es uno de los amigos de la infancia de Ikki, aunque al principio recibía burlas e insultos de él. Ahora es el nuevo Rey de las Llamas del Sendero de Apolo, título que le fue dado por Spitfire, quien era parte de Genesis. A Kazu también se le conoce como "Stealth." Su clase de corredor es "carrera".
Issha "Buccha" Mihotoke
Voz por: Hitoshi Bifu, Kenta Miyake (OVA)
Anteriormente fue el líder del equipo de "Night Kings" pero ahora es parte del equipo de Kogarasumaru. Recorre el sendero espiritual como el Rey de la Montaña (este título no es oficial). Su clase de corredor es "escala paredes".

## Manga
Air Gear fue serializado en la Weekly Shonen Magazine entre los años 2002 y 2012. El manga concluyó en el capítulo 357. 37 tankōbon han sido publicados en Japón por Kodansha.
El manga Air Gear fue licenciado para el lanzamiento en los Estados Unidos por Del Rey Manga y el primer volumen fue lanzado el 25 de julio de 2006. Los volúmenes fueron publicados cada tres meses. Kodansha USA EE.UU. publica actualmente la serie. El 25 de diciembre del año 2015 el escritor y creador Oh! Great dio a conocer el epílogo de un segundo capítulo también celebrando la más reciente encuesta de popularidad de personajes. Después de dicho evento y en el mismo capítulo Oh! Great ha hecho saber que espera seguir creando contenido del capítulo para la serie.

## Anime
La adaptación anime de Air Gear es producida por el estudio Toei Animation, dirigida por Hajime Kamegaki. Su estreno ocurrió el 4 de abril de 2006 y finalizando el 27 de septiembre del mismo año en la cadena de televisión japonesa TV Tokyo y TV Aichi. En España el anime fue emitido por el canal Animax.